# Charles Brian Blagden
Charles Brian Blagden, britanski zdravnik in znanstvenik, * 17. april 1748, † 1820.
Med letoma 1776 in 1780 je deloval kot vojaški zdravnik in nato med letoma 1784 in 1797 je bil tajnik Kraljeve družbe.
1. 1 2  SNAC — 2010.
2. 1 2  Annuaire prosopographique : la France savante — 2009.
3. ↑  http://www.encyclopedia.com/doc/1G2-2830900475.html
4. ↑  http://publicdomainreview.org/collections/experiments-and-observations-in-a-heated-room-1774/
5. ↑  http://scientopia.org/blogs/everydaybiology/2010/08/12/cooking-in-a-sauna/